# Venezuela en los Juegos Olímpicos de la Juventud
Venezuela participa en los Juegos Olímpicos de la Juventud desde la primera edición, realizada en Singapur de 2010, ubicándose entre los países más destacados.
El país está representado ante los juegos por el Comité Olímpico Venezolano.

## Delegación
Para los Juegos Olímpicos de la Juventud 2010, Venezuela acudió con una delegación de 21 deportistas los cuales participaron en 26 disciplinas deportivas, en la edición 2014 contaron con la representación de 59 deportistas en 51 disciplinas deportivas, para Buenos Aires 2018 acudieron con una delegación de 55 deportistas en 50 disciplinas deportivas diferentes.

## Medallero histórico
Venezuela ha participado en todas las ediciones de los juegos olímpicos juveniles, logrando en todas preseas. 
| Edición           | Atletas | Oro | Plata | Bronce | Total | Posición en el medallero |
| ----------------- | ------- | --- | ----- | ------ | ----- | ------------------------ |
| Singapur 2010     | 21      | 0   | 2     | 3      | 5     | 63.º/205                 |
| Nankín 2014       | 59      | 0   | 6     | 2      | 8     | 53.º/205                 |
| Buenos Aires 2018 | 55      | 3   | 0     | 0      | 3     | 38.º/205                 |
| Total             | 136     | 3   | 8     | 5      | 16    | 33º/205                  |

## Desempeño
Venezuela ocupó el lugar 63.º en la primera edición de los Juegos Singapur 2010 y el lugar 53.º en la edición 2014, en Buenos Aires 2018 ocuparían la casilla número 38º. Actualmente el país caribeño ocupa la casilla número 33º histórica.
Las medallas obtenidas en equipos mixtos en conjunto con otros países, se cuentan al Equipo Mixto y no al país en el medallero general.

## Medallistas

### Oro
- María Simancas obtuvo la medalla dorada en atletismo en la modalidad de demostración 8x800m ( en relevo mixto internacional), siendo la primera medalla dorada para Venezuela en Juegos Olímpicos juveniles. (Nankín 2014)
- María Giménez obtuvo la medalla dorada en Judo venciendo a su similar de India, Tababi Thangjam, derrotándola con un Ippon. (Buenos Aires 2018)
- Katherine Echandi obtuvo la medalla dorada en la categoría pesas de -44 kilogramos. (Buenos Aires 2018)
- Carlos Páez obtuvo la medalla dorada en Judo. (Buenos Aires 2018)

### Plata
- Robeilys Peinado medallista en atletismo, modalidad de salto con garrocha femenino. (Nankín 2014)
- Rolando Hernández y José Gómez, obtuvieron presea plateada al caer en la final del voleibol de playa masculino ante la dupla de Rusia. (Nankín 2014)
- Selección de Fútbol femenina Sub-17 lograron la medalla de plata; siendo ésta junto con la obtenida en el voleibol la primera vez que Venezuela logra estar en una final olímpica de deportes de conjunto (Nankín 2014)
- Carlos Claverie (natación) logró 3 preseas: 2 de plata en la modalidad de 100 m y 50 m pecho (Singapur 2010); y una de bronce. (Nankín 2014)
- Antony Montero en lucha modalidad 63 kg masculino. (Nankín 2014)
- Samuel Zapata, Boxeo 64kg masculino. (Singapur 2010)
- Cristian Quintero, Natación 200 m libre. (Singapur 2010)

### Bronce
- Elvismar Rodríguez, Judo +66 kg (Nankín 2014)
- Cristian Quintero, Natación 400 m libre. (Singaur 2010), Natación 400 m libre. (Nakin 2014)
- Génesis Rodríguez fue la primera medallista venezolana en Juegos Olímpicos juveniles, logró su presea en Halterofilia, modalidad 48 kg (Singapur 2010)
- Joan Aguilar, Natación 100 m espalda. (Singapur 2010)
- Fradimil Macayo, Boxeo 57 kg. (Singapur 2010)